# 커먼플라니갈레
커먼플라니갈레 또는 피그미플라니갈레(Planigale maculata)는 주머니고양이과에 속하는 유대류의 일종이다. 오스트레일리아에서 발견되며, 유대류쥐로 알려진 많은 작은 유대류 식육동물 중의 하나이다.

## 아종
커먼플라니갈레는 존 굴드가 1851년에 처음 기술했다. 초기에는 안테키누스속에 속하는 Antechinus maculatus로 기술했지만, 1976년 마이크 아처(Mike Archer)가 플라니갈레속으로 이동하여 분류했다. 학명은 "반점을 가진 편평한 족제비"(spotted flat-weasel)를 의미한다.
2종의 아종이 알려져 있다.
- P. m. maculata - 오스트레일리아 대륙에서 발견.
- P. m. sinualis - 그루트 아일런드에서 발견.